# Creys-Mépieu
Creys-Mépieu är en kommun i departementet Isère i regionen Auvergne-Rhône-Alpes i sydöstra Frankrike. Kommunen ligger i kantonen Morestel som tillhör arrondissementet La Tour-du-Pin. År 2022 hade Creys-Mépieu 1 576 invånare.

## Befolkningsutveckling
Antalet invånare i kommunen Creys-Mépieu
Referens:INSEE

## Fotografier

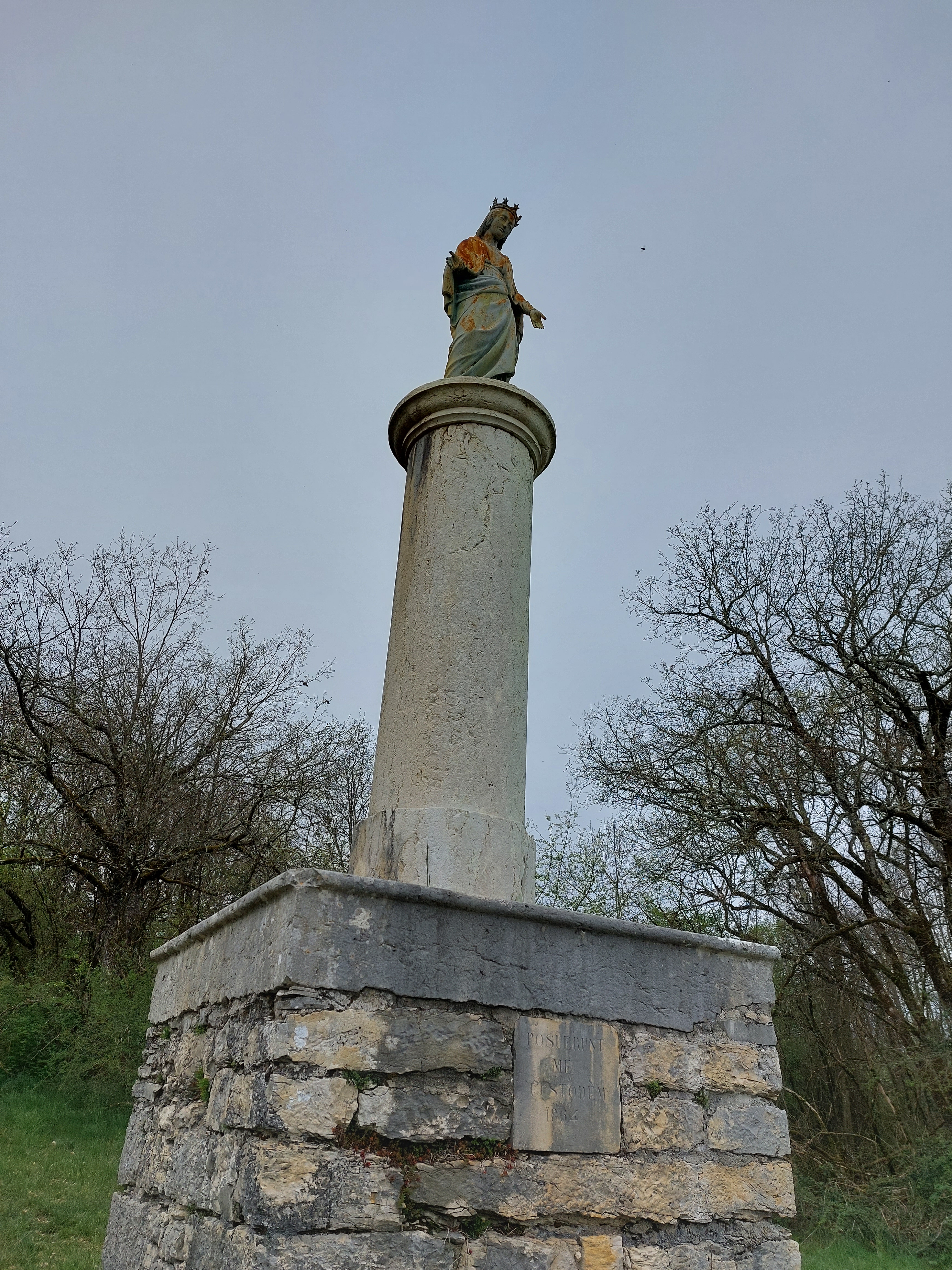
Staty tillägnad Jungfru Maria, i Creys.
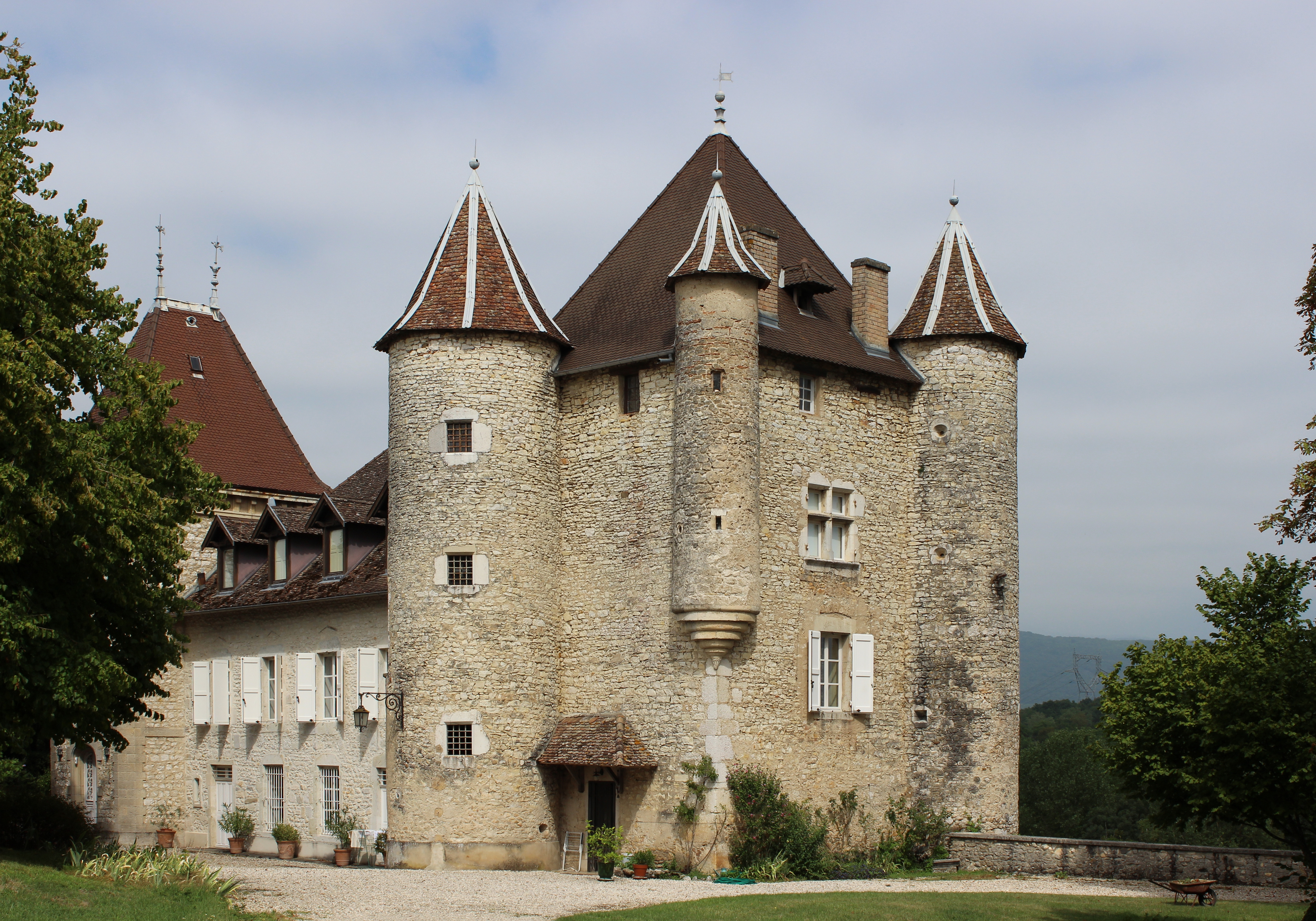
Mépieu slottet.